# 叫牌盒

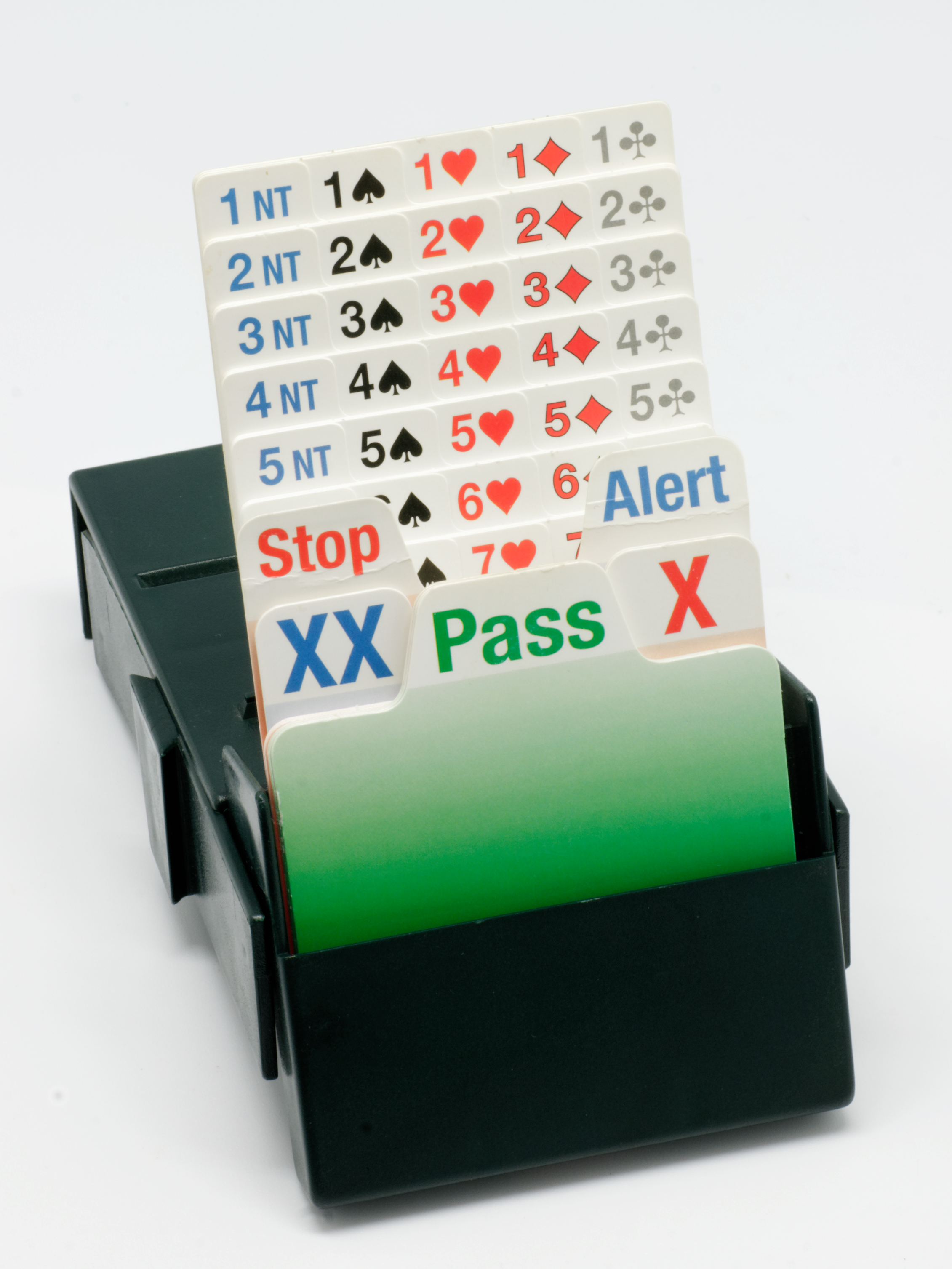
叫牌盒

叫牌盒是桥牌中使用的设备，多见于复式桥牌竞赛之中。尽管有多种不同的配置和尺寸，典型的叫牌盒是一个有两个支撑斜面的塑料盒，各装有一组叫牌卡：一个是标有叫价的 35 张实质叫牌卡，另一个标有其他叫品（比如不叫，加倍等等）。
叫牌盒于1962年在瑞典发明，在1970年的世界桥牌锦标赛中首次使用，并最终传播至欧洲、美国乃至整个世界。今天，叫牌盒是一件几乎不可或缺的设备，甚至在家庭桥牌中也是如此。
相较口头叫牌，使用叫牌盒有几个优势：使房间更安静，防止叫牌被邻桌听见，叫牌过程易于回顾，并减少通过语气的改变向对家传递非法信息的可能性。

## 构造
典型的叫牌盒是一个有两个支撑斜面的塑料盒，各装有一组叫牌卡：一个是标有叫价的 35 张实质叫牌卡（四种花色和无将(無王)，1-7 七阶）。卡片上方剪出标签并交错排列，以利将其取出置于桌上。
另一个标有其他叫品，包括许多“派司(pass)”（通常6—10张，多为绿色），少许“賭倍(double)”（红色，多标为“X”）及“再賭倍(redouble)”（蓝，“XX”），一张“提醒（ALERT）”卡（深蓝或浅蓝色），一张“停止叫牌（STOP）”卡（红）(弱叫用)，有时还有一种“叫裁判（Tournament Director）”卡（橙）。四名牌手各有一个卡盒，通常置于右手的桌角。在复式赛中，卡盒是固定在案头的。